# Информационна инфраструктура
Информационната инфраструктура или понякога като интернет инфраструктура е система от организационни структури, подсистеми  , които осигуряват функционирането и развитието на информационното пространство на страната и средствата за информационно взаимодействие. 
Това включва:
- съвкупност от информационни центрове, подсистеми, датацентрове за бази данни и знания, комуникационни системи, контролни центрове (кули), хардуер и софтуер, и технологии за осигуряване на събиране, съхранение, обработка и предаване на информация . [1]

Осигурява достъп на интернет потребителите до уеб и онлайн информационни ресурси. 

## Глобална информационна инфраструктура
Това е информационнота и интернет общност, която започва да се оформя през 1995 г. от група развиващи интернет и информационните технологии страни. Глобалната информационна инфраструктура се развива като информационна мрежа, базирана на интегрирането на глобални и национални, в някои случаи регионални информационни и като допълващи телекомуникационни системи, както и телевизионни (цифрови, дигитални) и радиомрежи, сателитно обслужване и също мобилни комуникации. 

## Интернет и информационна инфраструктура в България
В България полагането на устройството на интернет през 1993 е иновативно и печели в световен мащаб като относително ранно (за вида си) интернет устрайство и мрежа. Това е осъществено на практика основно чрез работата на Вени Марковски и други ентусиасти, които работят през този период и по-късно върху базовите основи на интернет в България. С възникването на повече доставчици на дайлъп по-късно интернет достъпът се разширява, с неговото дигитално разрастване през 10-те, а малко по-късно развитието на мобилния интернет, както и въвеждането на бекбоун структури чрез Инфраструктурно-базирано програмиране през 2021, спазвайки началните принципи и стандарти посочени от Вени Марковски. Такива бекбоун структури обаче, ако не са държавно субсидирани могат да имат променлива локация или други състояния, които не са добре изследвани досега. 

## Някои видове информационни мрежи и структури
- Интернет
- Дистанционното обучение

## Виж още
- Вени Марковски
- Информационни технологии